# Pauline Léon
Pauline Léon (París, 28 de setembre de 1768 - La Roche-sur-Yon, 5 d'octubre de 1838) va ser una revolucionària que va tenir un paper important durant la Revolució Francesa, impulsada per les seves conviccions feministes i antireialistes. Juntament amb la seva amiga Claire Lacombe, va fundar la Société des républicaines révolutionnaires i va exercir com a líder destacada de les dones sans-culottes.

## Biografia
Léon va ser un dels sis fills dels fabricants de xocolata Pierre-Paul Léon i Mathrine Telohan. Quan el seu pare va morir el 1784, Léon va treballar amb la seva mare al taller familiar a canvi d'allotjament i menjar. També va ser la responsable de cuidar els seus germans fins que es va casar.

Al llarg de la vida es va afiliar a grups radicals antireialistes del Club dels Cordeliers i dels Enragés. Així va conèixer Théophile Leclerc, líder dels Enragés, que va encapçalar la lluita a favor de la creació d'una democràcia directa francesa, amb qui es va casar el 1793 quan Léon tenia 29 anys. L'abril de l'any següent, a causa de la seva activitat revolucionària radical, el Comité de sûreté générale va emetre una ordre de detenció en contra seva. Van ser arrestats junts però confinats per separat en una presó de Luxemburg, on Leclerc havia estat militar. Com que no havien comès cap delicte greu, van ser alliberats tres mesos després de la mort de Maximilien de Robespierre.

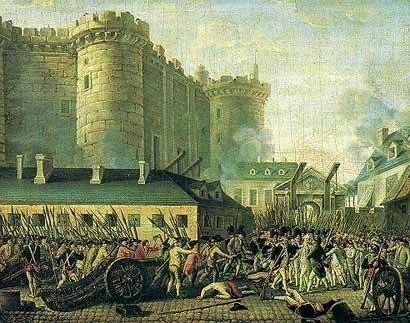
La presa de la Bastilla

La Revolució Francesa va generar excitació política i, de vegades, malestar violent. El fet de presenciar aquest malestar va impulsar Léon a l'acció. El 1789 va participar en la cèlebre presa de la Bastilla. Un parell d'anys més tard, el 1791, es va unir de nou a una multitud política apassionada i va arriscar la seva vida signant la petició republicana dels Cordeliers al Camp de Mart.
Al llarg de la seva vida es va oposar a La Fayette i les seves opinions reialistes durant la guerra, al rei Lluís XVI i al sistema de la monarquia francesa, i a qualsevol que fos obertament un contrarevolucionari. La implicació política de Léon en la Revolució Francesa és especialment destacable perquè procedia de la classe menestral parisenca, mentre moltes de les altres dones implicades políticament de la seva època eren aristocràtiques.

## Feminisme

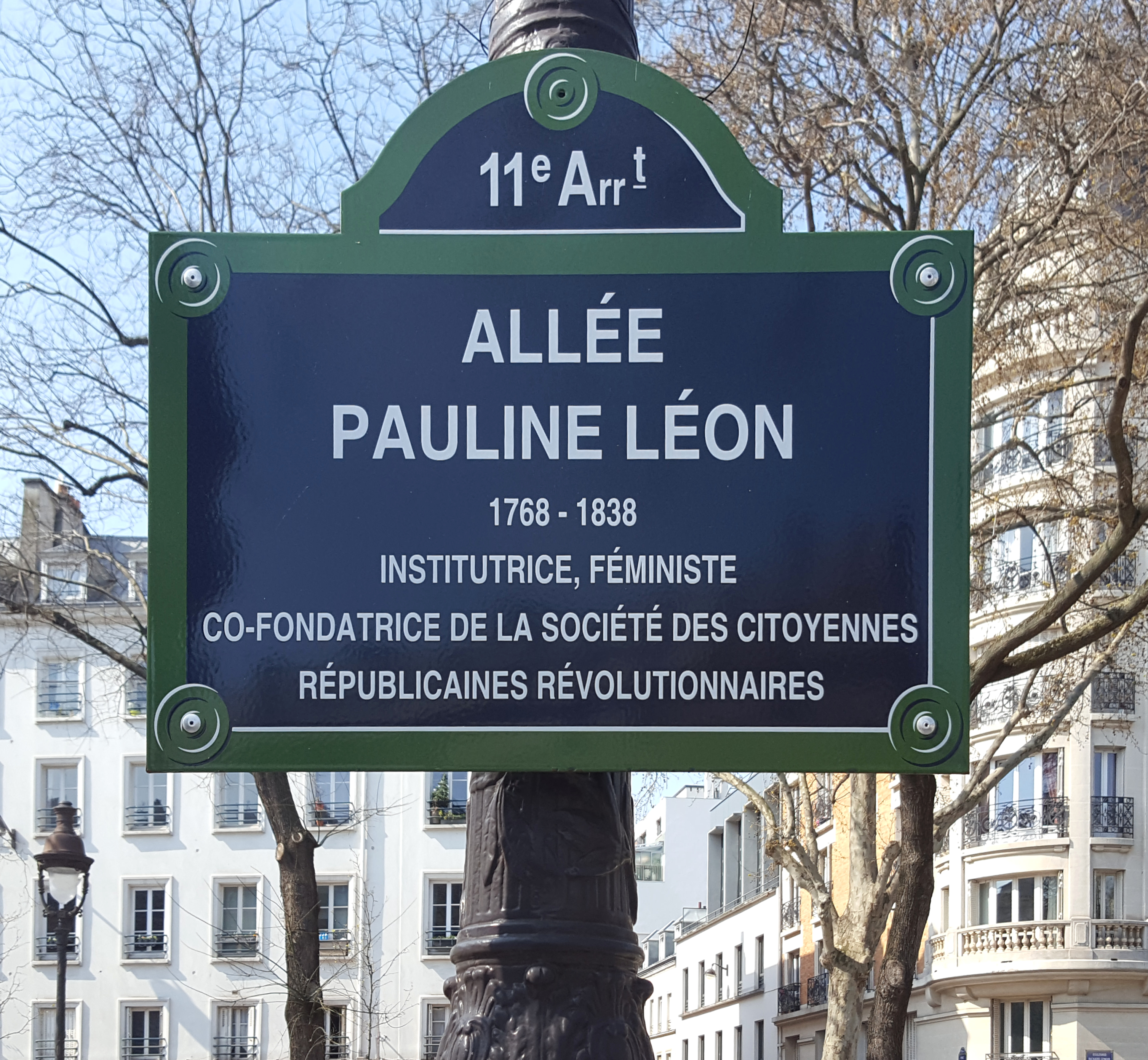
Cartell que recorda Pauline Léon com a fundadora de la Société des républicaines révolutionnaires

La Revolució Francesa va ser una època de debat sobre l'estatus i els drets de les dones de totes les classes socials. Tota l'estructura governamental es va posar en qüestió i s'explorava la idea dels drets naturals. En aquestes circumstàncies particulars, les dones franceses van aprofitar l'oportunitat per qüestionar també l'opressió de les dones i el seu lloc a la societat. Mentre gent com Jean-Jacques Rousseau ajudava a crear una imatge domèstica i limitada de la feminitat, altres com Olympe de Gouges van ser pioneres en la reivindicació dels drets de les dones. Léon es va implicar en aquesta causa feminista emergent.
El 6 de març de 1791, es va dirigir a l'Assemblea Legislativa en nom de les dones parisenques demanant la creació d'una milícia exclusivament femenina perquè les dones poguessin protegir les seves pròpies llars dels atacs contrarevolucionaris. Més de 300 parisenques havien signat la petició que presentava. La seva idea de la milícia femenina era sorprenentment radical perquè reivindicava el dret de les dones a portar armes, fet que estava estretament relacionat amb la ciutadania plena i que mai no s'havia considerat. Léon, juntament amb Claire Lacombe, va fundar la Société des républicaines révolutionnaires i es va convertir en la seva presidenta el 9 de juliol de 1793. En aquest mateix any també va exercir com a líder destacada de les dones sans-culottes. El seu càrrec com a presidenta va durar vuit mesos atès que l'organització va ser prohibida per les autoritats, tant pels girondins com pels jacobins, en considerar-la perillosa. En el seu moment àlgid, però, a les reunions de la Société des républicaines révolutionnaires hi van assistir més de 200 persones.